# Франческо Ламперті
Франческо Ламперті (італ. Francesco Lamperti, 11 березня 1813 — 1 травня 1892) — італійський вокальний педагог.

## Біографія
Закінчив Міланську консерваторію як органіст. Працював диригентом, був директором оперного театру. Ламперті не був співаком-вокалістом, проте наявність у нього специфічного вокального слуху і досвід роботи зі співаками в оперному театрі дали йому змогу у 1850 році стати професором Міланської консерваторії. На цій посаді він попрацював 25 років. Мистецтво співу у нього опановувала ціла низка знаменитих співаків.

## Педагогічна діяльність
Ф. Ламперті вважав, співак-професіонал виховується завдяки вокальній школі. Навіть для найкращого голосу необхідне планомірне, систематичне тренування над вдосконаленням співочих якостей.
Ламперті надавав велике значення диханню у співі: «Школа дихання — це спеціальне мистецтво». А його афористичний вислів «школа співу — це школа дихання» не втрачає своєї актуальності й сьогодні. Він розробив вправи, що через дихання, дозволяли опановувати мистецтво співу.
Для перевірки рівномірної витрати дихання під час співу Ламперті пропонував піднести до рота запалену свічку — полум'я не повинно коливатися. Ця вправа використовується у сучасній педагогіці техніки мови в роботі над розділом дихання, зокрема при підготовці акторів.
Ф. Ламперті вважав важливим режим роботи, особливо на перших заняттях навчання. Для успішного розвитку співочого голосу необхідне розумне тренування, яке не втомлює голосовий апарат. Перші уроки повинні мати тривалість у десять — п'ятнадцять хвилин. Поступово тривалість уроку доводиться до максимально допустимої межі − двох годин на день, поділених перервами для відпочинку.
Викладав багатьом співакам і співачкам: Альбані, Марії ван Зандт, Девіду Біспо, Антоніну Ваврі, Марселлі Сембріх, Ганні Лагранж, Корнелії ван Зантен, Софії Лисенко та іншим.

## Праці
Ламперті створив праці у галузі вокального мистецтва («Початкові заняття для голосу», «Вправи для розвитку трелі», «Віртуозні вправи для сопрано», «Теоретично-практичний початковий посібник для вивчення співу» (1868).
У праці «Мистецтво співу» (1892) він узагальнив правила італійської школи співу. Книга містить відомості, що стосуються фізіології голосу, співочого подиху, техніки співу (у тому числі прикрас), вимови, фразування, а також поради артистам.

### Видання
- Ламперти Ф. Искусство пения по классическим преданиям/ Ф. Ламперти. − М. : Музгиз, 1913. − 254 с.
- Ламперти Франческо. Искусство пения (L'arte del canto). По классическим преданиям. Технические правила и советы ученикам и артистам [Текст]: учеб. пособие / Ф. Ламперти. — 2-е изд., испр. — СПб. и др. : Издательство «Лань»: «Издательство Планета музыки», 2009. — 192 с. : ил. — (Мир культуры, истории и философии). — ISBN 978-5-8114-0962-4